# Davinópolis (kommun i Brasilien, Maranhão)
Davinópolis är en kommun i Brasilien.   Den ligger i delstaten Maranhão, i den nordöstra delen av landet, 1 100 km norr om huvudstaden Brasília. Antalet invånare är 12 551.
Omgivningarna runt Davinópolis är huvudsakligen savann. Runt Davinópolis är det ganska glesbefolkat, med 31 invånare per kvadratkilometer.